# Cosmin Contra
Cosmin Marius Contra (Timișoara, 15 december 1975) is een Roemeense voetbalcoach en voormalig voetballer. Hij speelde vooral op de rechterflank. Hij bezit naast een Roemeens ook een Spaans paspoort.

## Carrière als speler
Contra's profcarrière begon bij Politehnica Timișoara. Na drie seizoenen vertrok hij naar Dinamo Boekarest. Ook bij de club uit Boekarest speelde hij drie seizoenen. Daarna vertrok hij voor ongeveer €1.000.000,- naar Deportivo Alavés. Contra werd er  een steunpilaar van de ploeg, die in 2001 de UEFA Cup-finale verloor. Daarop vertrok hij naar AC Milan, dat hij na één jaar weer verliet voor Atlético Madrid. Contra kwam daar in zijn tweede seizoen nauwelijks nog aan spelen toe, waarop hij op huurbasis naar West Bromwich Albion vertrok. Daar speelde hij in een halfjaar vijf wedstrijden.
Om weer in aanmerking te komen voor het nationale elftal, keerde Contra op huurbasis terug naar zijn eerste profclub: Politehnica Timișoara. Daar vocht hij zich terug in de nationale ploeg. Daarop verhuurde Atlético Madrid, waar Contra nog steeds onder contract stond, hem uit aan stadsgenoot Getafe CF. Deze club kocht de speler in de zomer van 2006, waar hij tot 2010 bij speelde. In januari 2010 keerde hij terug naar Roemenië, waar hij tekende bij FC Timișoara. Daar besloot hij in 2011 zijn spelersloopbaan.

## Trainer
In 2010 fungeerde hij ook kort als trainer van FC Timișoara. In elf wedstrijden verloor het team niet maar hij werd ontslagen na een conflict met de clubeigenaar. Van juli 2011 tot oktober 2012 trainde hij CF Fuenlabrada. Hij verliet die club nadat Petrolul Ploiești zich gemeld had. In maart 2014 keerde Contra terug bij zijn oude club Getafe waarmee hij degradatie ontliep. Sinds december 2014 is hij trainer van Guangzhou R&F FC.
Op 17 september 2017 werd Contra aangesteld als bondscoach van de nationale ploeg van Roemenië, alwaar hij aantrad als opvolger van de op 11 september ontslagen Duitser Christoph Daum. De oud-international debuteerde op donderdag 5 oktober in de WK-kwalificatiewedstrijd tegen Kazachstan, dat Roemenië met 3-1 won door treffers van Constantin Budescu (2) en Claudiu Keșerü. Invaller Alexandru Ioniţă (AFC Astra Giurgiu) maakte zijn debuut in die wedstrijd. In november 2019 stapte hij op.

## Erelijst
- Roemeens voetballer van het jaar

2001
- Uitverkiezing in UEFA's Elftal van het Jaar:

2001